# Липлян
Липлян или Липян (на сръбски: Липљан или Lipljan; на албански: Lipjan или Lipjanie) e град в Прищински окръг, Косово. Той е център на едноименната община Липлян. Заедно с останалите селища в общината има около 58 000 жители, предимно албанци.

## География
Разположен е на 16 км южно от Прищина, при вливането на Яневската река в Ситница. Покрай града минава главният път, свързващ Прищина със Скопие и Северна Македония.
Околностите на града са богати на културно-исторически паметници. На ок. 10 км североизточно от Липлян се намира манастира Грачаница.

## История
Градът възниква през античността като средище на главния римски път, свързващ Скопие с Ниш. По-късно е обновен от византийския император Юстиниан I (527-565) под името Юстиана Секунда (на латински: Iustiana Secunda). Липений или Липенион, както е наричан гръдът, е средище на митрополия на Българската църква през 10-11 век, а по време на византийското владичество Липянската църква е митрополитска катедрала на една от епархиите на Охридската българска архиепископия. Липлян е първа и главна българска и византийска опора откъм сръбския Звечан и сръбските земи през 11-13 век.
С развитието на рудодобива в Рашка и Душановото царство, постепенно значението на града във втората половина на 14 век започва да намалява за сметка на съседните Прищина, Янево и Ново бърдо. По време на османското владичество Липян е голямо село.
По време на българското управление през Първата световна война Липлян е център на едноименна община и има 633 жители.